# Glochidion ramiflorum
Espèce
Classification phylogénétique
Glochidion ramiflorus (Forster et Forster, 1775) (syn. Phyllanthus ramiflorus) est une espèce de plantes à fleurs de la famille des Euphorbiaceae, ou des Phyllanthaceae selon la classification phylogénétique. Le nom de Glochidion ramiflorus a été donné à de nombreuses populations de plantes dans le Pacifique mais les études phylogénétiques moléculaires récentes ont conduit à restreindre cette dénomination à une population plus restreinte.

## Aire de répartition
Elle est répandue dans les Fidji, les Tonga, et peut-être Rarotonga (Smith, 1981), mais aussi à Niue (Sykes, 1970) entre 0 et 1000 m d'altitude dans les forêts denses ou ouvertes, aux bords ou en zone de transition entre la forêt et la prairie, et sur les pentes ouvertes.

## Description
Glochidion ramiflorus prend la forme de petits arbustes ou petits arbres de 1 à 6 m de haut, monoïques, à branches grises, à rameaux verts à l'apex, souvent violacée dans la moitié inférieure, glabres. Les fleurs sont rougeâtres, disposées en grappes axillaires, au nombre de 4 à 9 par grappe. Les fleurs femelles sont plus petites que les fleurs mâles. La floraison se fait entre avril et juin, entre août et décembre ou entre juillet et février selon les lieux.
La plante est utilisée pour ses vertus médicinales et contraceptives.

## Noms vernaculaires
- Fidjien : Molau[3]
- Futunien : Masame[4]
- Niuéen : Kahame
- Rarotongien : Ma‘ame[3]
- Samoan : Masame[3]
- Tahitien : Mahame[3]
- Tongien (aux Niuas) : Mahame[4]
- Tupuaki (langue de Tubuai, Australes) : Mahame[4]
- Wallisien : Mahame[4]